# Milizia Volontaria per la Sicurezza Nazionale
La Milizia Volontaria per la Sicurezza Nazionale (MVSN), spesso genericamente identificata con la locuzione  camicie nere dalle camicie di colore nero adottate quale parte della divisa, è stata un corpo di gendarmeria a ordinamento militare che dal 1924 entrò a far parte delle forze armate del Regno d'Italia e che fu sciolto dopo la firma dell'armistizio di Cassibile, nel settembre del 1943.

## Storia

### Origini
La MVSN affonda le sue radici nella milizia politica, elemento centrale della rapida ascesa del fascismo tra il 1920 e il 1921, grazie all'uso sistematico della violenza politica organizzata. Tradizioni di milizie politiche erano già presenti nei movimenti giacobini, liberali e socialisti del XIX secolo, ma si svilupparono molto coi movimenti fascisti europei. In Italia, l’idea delle "camicie" paramilitari risale a Giuseppe Garibaldi. L'innovazione fascista fu la creazione di una milizia strutturata, aggressiva e altamente organizzata, ispirata in parte ai bolscevichi russi.
Durante l’ascesa del fascismo nel 1919-1921, la spinta degli squadristi indusse Mussolini a trasformare il movimento in “partito milizia”. Il Partito Fascista ereditò dallo squadrismo struttura, ideologia e stile di lotta, fondando la militanza su patriottismo, cameratismo, etica del combattimento e gerarchia. Questa ideologia e approccio organizzativo divennero centrali al movimento prima, e al regime poi. La strutturazione in partito-milizia rese il fascismo un movimento nazionalista di massa innovativo, nato in una democrazia parlamentare con l'obiettivo dichiarato di distruggerla e instaurare uno Stato autoritario, gerarchico e militarizzato.
Il Partito Fascista consolidò il suo predominio in molte regioni dell’Italia settentrionale e centrale grazie alla violenza, al sostegno della borghesia nazionalista e alla tolleranza delle autorità, che lo vedevano come difensore dell'ordine. Nel 1922, con oltre 200.000 iscritti, una milizia armata, organizzazioni femminili e giovanili, e sindacati con mezzo milione di aderenti, il PNF divenne la forza politica più potente del paese, agendo come un "anti-Stato" mentre gli altri partiti erano in crisi.

### Costituzione ed evoluzione istituzionale
La MVSN fu costituita accorpando le Squadre d'azione del Partito Nazionale Fascista (Camicie nere) e la milizia dei Sempre Pronti per la Patria e per il Re dell'Associazione Nazionalista Italiana (Camicie azzurre). La sua fondazione fu decisa ed annunciata dal Consiglio dei Ministri del 28 dicembre 1922, presieduto da Benito Mussolini, e decretata dal re Vittorio Emanuele III con regio decreto-legge 14 gennaio 1923, n. 31, (poi convertito in legge il 17 aprile 1925) entrato in vigore il 1º febbraio 1923. 
Nella fase di ascesa al potere, la costituzione della milizia permise a Mussolini di rafforzare il controllo politico e istituzionale sul partito e sull'ordine pubblico. La milizia reclutava volontari provenienti dalle formazioni fasciste, con gradi inferiori affidati a squadristi e superiori a ufficiali dell'esercito. Inizialmente fu pensata come milizia ad uso esclusivo del PNF (rispondeva solo al Capo del governo e a lui solo era dovuto il giuramento, in contrasto con l'obbligo per l'esercito di giuramento al sovrano). 
Lo scopo era duplice: legalizzare e stabilizzare la forza armata fascista, accollandone i costi allo Stato, e controllare lo squadrismo, eliminando elementi più turbolenti e riducendo l'influenza dei capi squadristi. La costituzione della MVSN rappresentò una tappa chiave nell'integrazione del Partito Fascista negli organi dello Stato (assieme al riconoscimento del PNF nel 1928 come istituzione pubblica ausiliaria dello Stato, e alla costituzione del Gran Consiglio del Fascismo come organo misto, sia del partito che dello Stato).
L'istituzione della Milizia incontrò resistenze da parte dei dirigenti fascisti locali, che temevano di perdere il controllo dello squadrismo e il proprio potere politico, mentre antifascisti e conservatori iniziarono a richiedere la "normalizzazione" e la soppressione della Milizia. Dopo la crisi del delitto Matteotti, Mussolini fu costretto a riformarla con il decreto-legge 4 agosto 1924, n. 1292, che dava un nuovo ordinamento generale alla MVSN. Questa veniva dichiarata parte integrante delle forze armate dello Stato, con giuramento al re e ufficiali in parte provenienti dall'esercito. Tuttavia, la Milizia mantenne un'ambiguità strutturale, diventando sempre più un organo burocratico piuttosto che uno strumento rivoluzionario.
La MVSN assolveva tre principali compiti: il controllo e la repressione della dissidenza attraverso indagini, tribunali speciali e milizie specializzate; l'educazione ideologica e l'istruzione premilitare della gioventù fascista per creare una "nazione armata" e formare l'"uomo nuovo," un'élite guerriera e patriottica; infine, la mobilitazione di giovani per campagne militari, affiancando l'esercito con i battaglioni di Camicie Nere in operazioni coloniali e servizi di artiglieria.
Con il consolidamento del controllo del regime sull'apparato statale, la MVSN perse progressivamente il legame con il partito e generò tensioni con autorità politiche, esercito e partito stesso. Considerata superflua rispetto all'esercito e marginale nelle attività di polizia politica, la milizia assunse un ruolo prevalentemente amministrativo e coreografico. Nonostante le sue funzioni si estesero in numerosi settori (milizia ferroviaria, milizia portuaria, milizia postale telegrafica, milizia forestale, milizia della strada), nel tempo fu sempre più integrata nell'esercito, perdendo la sua identità rivoluzionaria, mentre l'esercito stesso veniva fascistizzato. Divenne un costoso apparato privo di un ruolo distintivo nel regime.
Dopo la caduta del fascismo, fu sciolta, con il Regio Decreto Legge del 6 dicembre 1943, n. 16/B, dal governo Badoglio I.

## Organizzazione
La Milizia Volontaria per la Sicurezza Nazionale fu concepita tramite una commissione di studio incaricata da Benito Mussolini e composta da Emilio De Bono, Cesare Maria De Vecchi, Aldo Finzi, Italo Balbo e Attilio Teruzzi. La commissione realizzò un progetto sulla formazione e organizzazione di un corpo di volontari, inquadrato nell'esercito nazionale mediante regolare reclutamento, in una fascia di età compresa tra i 17 e i 50 anni, analogamente ad altri Stati che godevano di altrettante milizie. Questo avvenne per i primi quattro anni. Il servizio di leva obbligatorio poteva essere svolto anche all'interno della milizia. Il primo comandante generale fu Emilio De Bono, con due comandanti generali, Cesare Maria De Vecchi e Italo Balbo, tutti quadrumviri della Marcia su Roma.
La M.V.S.N. era organizzata territorialmente e inizialmente basata sul volontariato, composta da iscritti al Partito Nazionale Fascista tra i 16 e i 50 anni, inclusi reduci della Prima Guerra Mondiale e ufficiali del Regio Esercito, promossi di un grado dopo l'adesione. Dal 1927, l'iscrizione divenne obbligatoria secondo i precetti della leva fascista, reclutando direttamente gli avanguardisti al compimento dei 18 anni (20 anni dal 1930). Dopo i 36 anni, i militi venivano assegnati alle unità territoriali come triari fino ai 55 anni. In caso di mobilitazione, era possibile arruolarsi volontariamente nella M.V.S.N. come alternativa al servizio militare nel Regio Esercito.

Sebbene le cifre siano approssimative, si stima che il numero dei membri sia cresciuto da 190 000 nel 1923 a circa 950 000 nel 1940. Circa un quarto degli ufficiali effettivi proveniva dallo squadrismo e dagli ufficiali di complemento disoccupati dopo la guerra. La maggioranza dei membri era composta da volontari non retribuiti, mobilitati per istruzione militare, manovre, parate e interventi in calamità pubbliche. Dal 1930, i giovani venivano reclutati durante la Festa della Leva CCNN, celebrata il 24 maggio, attirando soprattutto meridionali e disoccupati grazie a benefici come assistenza sanitaria, sussidi, premi e attività sportive. Durante l'impresa etiope del 1935-1936, la M.V.S.N. reclutò oltre 100 000 operai.

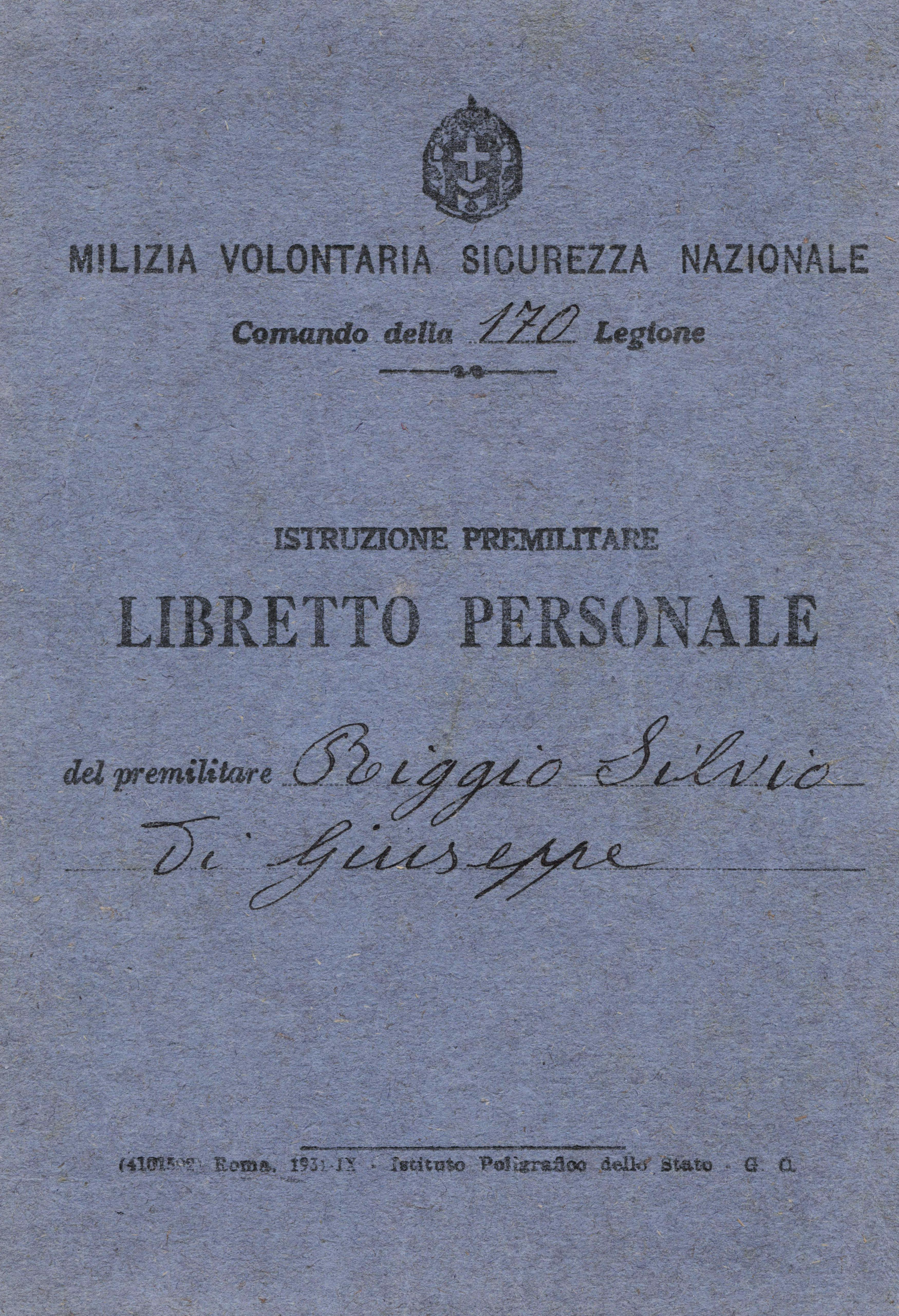
Libretto personale per i corsi di istruzione premilitare, gestiti dalla MVSN.

L'organizzazione della Milizia si articolava su un comando generale (il comandante generale era Benito Mussolini, con il grado di Primo caporale d'onore; alle sue dipendenze il capo di stato maggiore, preposto a reggere il comando generale). Il territorio del regno era ripartito in quattro raggruppamenti (Milano, Bologna, Roma, Napoli) al comando di luogotenenti generali. Ogni comando di raggruppamento aveva alle proprie dipendenze un certo numero di gruppi (33 in totale) retti da consoli generali e a sua volta più gruppi costituivano un comando di zona. Ciascun comando di gruppo aveva alle proprie dipendenze un certo numero di legioni ordinarie (120 in tutto) comandate da consoli.
La struttura della M.V.S.N. era a ordinamento ternario: ogni legione si componeva di tre coorti, a loro volta formate da tre centurie; ogni centuria era formata da tre manipoli e ogni manipolo da tre squadre. Dopo alcune modifiche sostanziali all'ordinamento, susseguitesi tra 1929 e il 1935, nel 1939 si tornava alla struttura di partenza.
Un gruppo di legioni corrispondeva a una brigata, la Legione corrispondeva a un reggimento, la coorte al battaglione, la Centuria alla compagnia, il manipolo al plotone e alla squadra, con terminologia di ovvia origine romana. Anche i gradi si richiamavano all’antica Roma: i colonnelli della M.V.S.N. erano chiamati consoli, i capitani centurioni e così via.
La M.V.S.N. era costituita dalla Milizia ordinaria e da quelle speciali. Le specialità della M.V.S.N. erano: Forestale, Stradale, Ferroviaria, Postelegrafonica e Portuale. Alla Milizia ordinaria appartenevano la Milizia Confinaria, quella Coloniale e la Milizia Universitaria, che aveva compiti d’istruzione premilitare.
Nel 1930 vennero aggiunte la Milizia per la difesa contraerea (prima D.A.T., poi DICAT) e la Milizia Marittima (MilMart). Per quanto concerne gli ufficiali, vi erano quelli in servizio permanente effettivo, quelli inclusi nei cosiddetti quadri (non abitualmente in servizio, ma richiamabili) e quelli compresi nella riserva. Il sistema prevedeva la possibilità per gli ufficiali generali e superiori, nonché per i centurioni, di transitare a domanda da altre Forze armate alla Milizia. Il Comando generale, delegato per legge, provvedeva alla nomina degli ufficiali.
Il servizio svolto dai miliziani della MVSN fino al grado di caposquadra (che corrispondeva grosso modo a quello di sergente) non era di carattere continuativo, ma si basava su chiamate periodiche, in genere in vista di particolari eventi o per ragioni addestrative. La mobilitazione generale era di esclusiva competenza di Mussolini.

### Struttura
L'organizzazione di tale corpo, oltre ad avere una propria progressione di carriera (succedeva ad esempio che il gerarca Achille Starace fosse contemporaneamente console generale della Milizia e colonnello del Regio Esercito), non poteva prescindere da una propria struttura amministrativa e sanitaria; ugualmente per quanto concerne i cappellani militari.

Reparti della MVSN in piazza di Siena a Roma passati in rivista dal Duce in occasione del decennale della Marcia su Roma 1933

- Squadra (Squadra) = comandata da un caposquadra (sergente)
- Manipolo (Plotone) = comandata da un capomanipolo (tenente)
- Centuria (Compagnia) = comandata da un centurione (capitano)
- Coorte (Battaglione) = comandata da un seniore (maggiore)
- Legione (Reggimento) = comandata da un console (colonnello)
- Gruppo di Legioni (Brigata) = comandate da un console generale (generale di Brigata)
- Zona (Divisione) = comandata da un ispettore generale di zona poi luogotenente generale (generale di Divisione)

### Le specialità della Milizia ordinaria
In seno alla Milizia ordinaria erano altresì presenti:

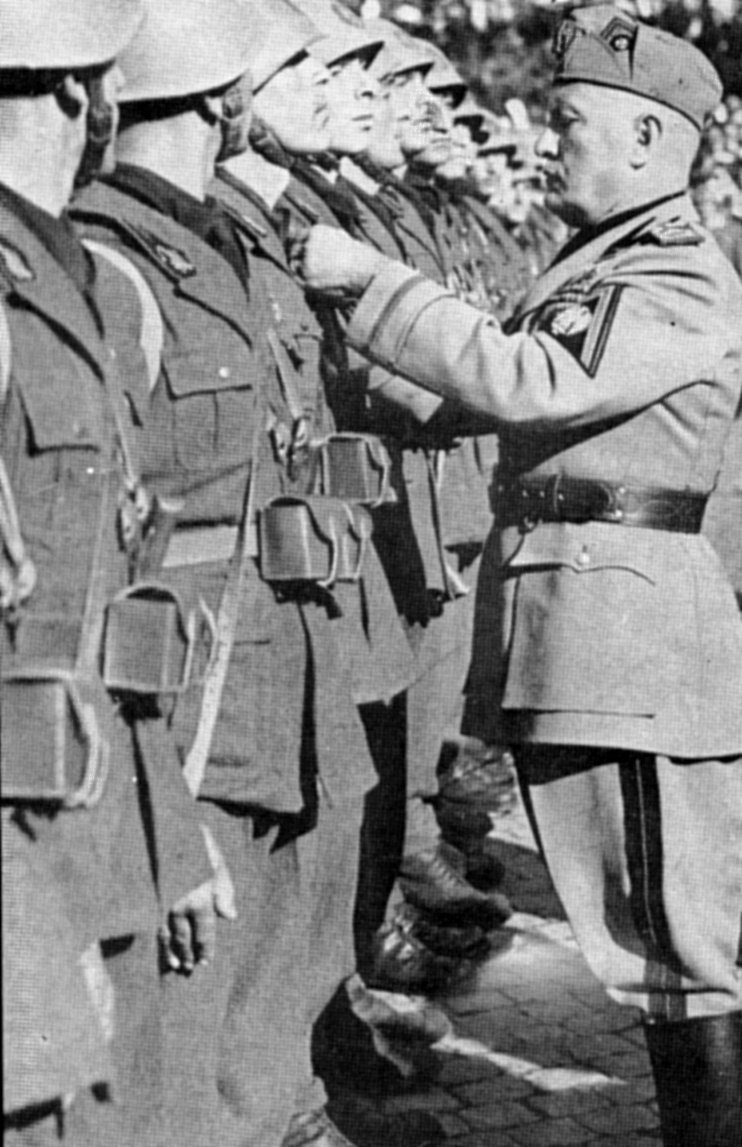
Mussolini decora militi appartenenti a Battaglioni M

- Milizia coloniale: compiti di polizia nelle colonie
- Milizia confinaria: compiti di polizia di frontiera in concorso con l'Arma dei Carabinieri e la Guardia di Finanza
- Milizia artiglieria contraerea: compiti di difesa dello spazio aereo italiano unitamente alle altre unità delle Forze armate
- Milizia marittima di artiglieria: compiti di difesa costiera
- Milizia fascista albanese: compiti di polizia in Albania
- Milizia ruolo medico: servizio sanitario autonomo della Milizia
- Assistenza spirituale della Milizia: ruolo cappellani

A questi si aggiungono i ruoli della Milizia in supporto alle organizzazioni giovanili del Partito Nazionale Fascista:
- Milizia ruolo Opera nazionale balilla
- Milizia ruolo Fasci giovanili di combattimento
- Milizia ruolo Gioventù italiana del littorio

### Le Milizie speciali
A fianco della Milizia ordinaria erano presenti le seguenti Milizie speciali:
- Milizia ferroviaria: compiti di vigilanza sul demanio ferroviario
- Milizia forestale: compiti di tutela del patrimonio boschivo
- Milizia portuaria: compiti di vigilanza sul demanio portuale e marittimo
- Milizia postelegrafonica: compiti di servizio postale e polizia amministrativa
- Milizia della strada: compiti di polizia stradale
- Moschettieri del Duce: guardia d'onore di Mussolini a palazzo Venezia
- Milizia universitaria: reparto studentesco universitario

Reparto stampa della Milizia
Anche la Milizia era dotata di un Ufficio centrale stampa e propaganda con sede presso il comando generale della Milizia. Del comando di questo ufficio fu incaricato il luogotenente generale Auro d'Alba che la strutturò in quattro sezioni: 
- Ufficio stampa interna ed estera
- Ufficio propaganda
- Ufficio storico
- Gabinetto cine-fotografico

L'Ufficio stampa provvedeva alla regolare pubblicazione del quindicinale Foglio d'Ordini che funzionava da notiziario divulgativo sull'attività della Milizia e del periodico settimanale Milizia Fascista. Vennero create anche delle biblioteche di legioni che erano sotto il diretto controllo dell'Ufficio stampa e propaganda. L'Ufficio storico provvide alla compilazione degli albi d'oro dei caduti e dei decorati, con 367 nominativi il primo volume e con 333 nominativi il secondo volume. Il gabinetto cine-fotografico comprendeva una biblioteca, una emeroteca e una fototeca.

### Divise
Le camicie nere indossavano la stessa uniforme dell'esercito italiano con l'aggiunta di camicia e cravatta nera e un fez nero. La giacca dell'uniforme aveva fiamme nere con due estremità sul colletto al posto delle insegne e i fasci dei littori al posto delle stelle dell'esercito.  C'era un'uniforme tutta nera indossata da alcuni ufficiali e dai Moschettieri del Duce, la guardia d'onore di Palazzo Venezia.

## L'impiego bellico
Il primo scenario operativo della Milizia può essere considerato quello libico, nel settembre del 1923, quando, a fianco delle Milizie speciali e delle legioni territoriali, vennero create delle legioni destinate a combattere in Libia, dove tre legioni presero parte agli scontri di Beni Ulid, El Regima, El Zuetina e Got el Sass. Il buon rendimento profuso dai reparti convinceva il governo a costituire due legioni stanziali sulla cosiddetta quarta sponda: una a Tripoli e l'altra a Bengasi. 
La I legione della Milizia coloniale, reclutata in Sardegna, diede invece pessimo rendimento. Innanzi tutto era stata reclutata all'esterno del partito fascista, vista la scarsità di fascisti nell'isola, e anzi era servita come mezzo propagandistico per aggregare intorno al nascente regime delle simpatie. Per ottenere un buon numero di reclute tra i numerosi reduci della prima guerra mondiale senza impiego era stata promessa una paga di 17 lire al giorno (contro le 7 dei militari), ottenendo quindi un buon numero di adesioni; poi l'unità era stata portata in Africa settentrionale dopo un troppo breve periodo di addestramento e, al momento del primo incontro con il nemico, constatato che la paga percepita era di sole 7 lire e non 17 come promesso, si era ammutinata. 
Gli ufficiali avevano completamente perso il polso della situazione e solo l'intervento delle unità del Regio Esercito volse a ripristinare una parvenza di ordine. La legione venne quindi ripartita in centurie presso altri reparti, e reimbarcata verso la Sardegna poco dopo, dove venne sciolta in maniera ingloriosa.
Dopo aver giurato fedeltà a Vittorio Emanuele III, il 28 ottobre 1924, la Milizia si occupava prevalentemente della formazione militare delle giovani schiere e partecipava ad alcune operazioni di soccorso a favore di popolazioni colpite da calamità naturali (Valtellina, 1926). Nel 1934 si rafforzava l'integrazione col Regio Esercito attraverso delle esercitazioni congiunte.

### Guerra d'Etiopia 1935-1936
Il vero battesimo del fuoco giungeva nel 1935, durante la guerra d'Etiopia, dove la Milizia arrivò a dislocare sette divisioni e due gruppi di battaglioni, più alcuni reparti minori. Poiché le grandi Unità della Milizia Volontaria Sicurezza Nazionale non disponevano né artiglierie né servizi, venne chiesto al Capo di stato maggiore e sottosegretario alla Guerra Baistrocchi che le divisioni CC. NN. fossero completate ed equipaggiate dal Regio Esercito. Baistrocchi non si oppose, ma a condizione che l’addestramento dei militi e dei reparti venisse rivisto e fosse effettuato sotto la sovrintendenza dello Stato Maggiore del Regio Esercito, e che comandante, vicecomandante e capo di Stato Maggiore delle divisioni della M.V.S.N. fossero ufficiali dell’esercito e non della Milizia. A ogni modo la Milizia poteva schierare le proprie grandi unità a fianco di quelle dell’esercito e va anche detto che il comando della 5ª Divisione CC.NN. "1 febbraio" andò a un ufficiale della M.V.S.N., il luogotenente generale Attilio Teruzzi.

La 219ª Legione CC.NN. "Vittorio Veneto" della MVSN schierata nell'Africa Orientale Italiana.

Le divisioni Camicie Nere erano strutturate su tre legioni, la cui consistenza era però inferiore a quella dei reggimenti del Regio Esercito, avendo due battaglioni anziché tre. A ciascuna legione era aggregata una compagnia mitraglieri e una di artiglieria someggiata con pezzi da 65/17. Ogni battaglione CC.NN. comprendeva tre compagnie, ciascuna con sei mitragliatrici leggere. Il battaglione aveva un organico nominale di 20 ufficiali, 650 tra sottufficiali e militi, 52 quadrupedi, 2 autocarri e 18 mitragliatrici leggere. La compagnia comprendeva tre plotoni moschettieri. Ogni divisione Camicie Nere era rinforzata da reparti del Regio Esercito: un gruppo d'artiglieria su tre batterie più la compagnia comando, recante il numero della divisione.
La chiamata alle armi in occasione delle operazioni nel Corno d'Africa, incominciate il 3 ottobre del 1935, coinvolgeva circa 5.611 ufficiali e 162.390 camicie nere, secondo altre fonti circa 3.751 ufficiali e 112.000 militi, secondo altre ancora in totale, su 167.000 Camicie Nere mobilitabili ne vennero inviate in Africa 117.000. La campagna militare in Africa orientale si concluse sette mesi dopo con l'entrata ad Addis Abeba delle truppe italiane e con circa 1.290 caduti per la Milizia. Parte dei militi che avevano partecipato al conflitto rientravano quindi in Italia, altri invece rimanevano in loco con compiti di polizia coloniale.

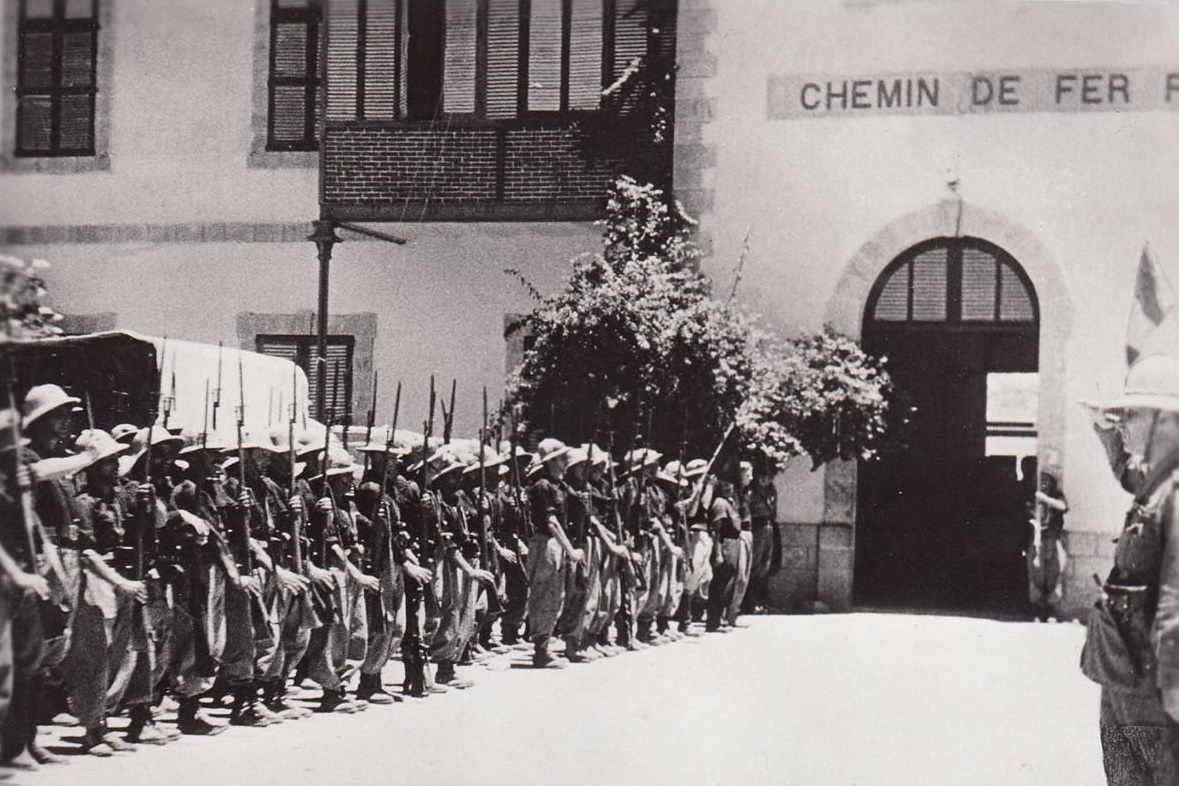
Le Camicie nere prendono possesso della stazione di Dire Daua nel maggio 1936

Le divisioni CC. NN. create per l'Africa Orientale utilizzarono la normale terminologia militare per le unità minori, compagnia anziché centuria, plotone anziché manipolo, mentre per quelle maggiori si continuarono a usare gruppo e legione al posto di battaglione e reggimento. Le legioni mobilitate per l’Africa Orientale ebbero il proprio numerale aumentato di cento: così la 1ª Legione "Sabauda" di Torino divenne 101ª Legione, la 80ª Legione "Alessandro Farnese" di Parma, 180ª Legione e così via.
Le divisioni Camicie Nere mobilitate furono sette. Le prime cinque "23 marzo", "28 ottobre", "21 aprile", "3 gennaio" e "1º febbraio" erano su tre legioni, mentre la 6ª Divisione CC.NN. "Tevere", che operò in Somalia, ebbe quattro legioni e la 7ª Divisione CC.NN. "Cirene", di presidio in Libia, ne ebbe otto.
In particolare si distinse la Divisione "28 ottobre", con il 1º Gruppo battaglioni CC.NN. d'Africa al comando del console generale Filippo Diamanti, che nel corso della 1ª battaglia del Tembien nel combattimento per il controllo di Passo Uarieu, praticamente senza interruzione e senza che, in quel periodo, arrivassero rifornimenti di nessun genere alle truppe italiane assediate, resistette per tre giorni, dal 21 al 24 gennaio 1936, fermando i ventiquattromila uomini di ras Cassa e di ras Sejum. Fra i caduti della colonna Diamanti padre Reginaldo Giuliani, cappellano militare, ucciso mentre impartiva l'assoluzione ai morenti.
Al termine della guerra, molte unità di Camicie Nere rimasero in Africa Orientale con compiti i polizia coloniale e di controguerriglia.

### Guerra di Spagna 1936-1939

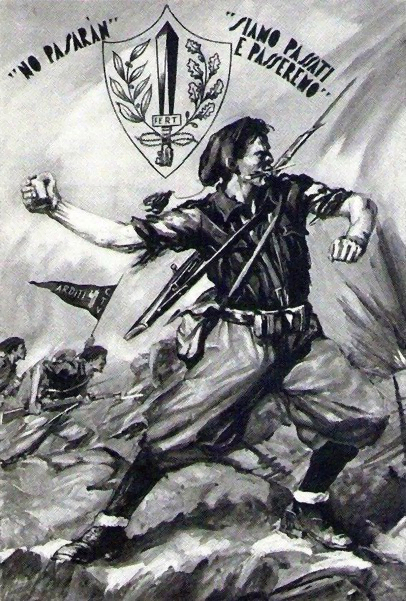
Manifesto propagandistico delle Camicie nere durante la guerra civile spagnola

Nel 1936 con l'inizio della guerra civile spagnola, si costituiva il Corpo truppe volontarie italiane, inviato in appoggio alle forze del generale Francisco Franco. Di tale contingente, circa 20.000 unità erano militi inquadrati su tre divisioni ("Dio lo vuole!", "Fiamme Nere" e "Penne Nere"), che nel 1937 saranno ridotte a due divisioni e successivamente a una, a cui se ne affiancherà un'altra fornita dal Regio Esercito (4ª Divisione fanteria "Littorio"). Nel 1938 anche l'ultima divisione della Milizia veniva smobilitata; permanevano invece sul territorio spagnolo alcune unità minori di camicie nere. I volontari della Milizia furono protagonisti nella conquista di Malaga e Bilbao e ancora nelle battaglie dell'Ebro e di Santander, nonché a Guadalajara, Tortosa e Levante, per poi entrare a Madrid assieme ai nazionalisti di Francisco Franco. La guerra civile spagnola si concludeva il 1º aprile 1939; la Milizia annoverava tra i suoi caduti circa 3.298 persone.

### L'occupazione dell'Albania
Nel 1939 sei battaglioni della Milizia partecipavano all'Occupazione italiana del Regno di Albania. Nello stesso anno era costituita l'omologa milizia albanese, retta da ufficiali italiani e albanesi, che in seguito sarà impiegata sul fronte greco.
All'armistizio dell'8 settembre 1943 erano presenti in Albania la 80ª "Farnese", la 92ª "Ferrucci", la 109ª "Corridoni" e la 115ª "Del Cimino" più l'8° e il 29° Btg M.

### La MVSN nella seconda guerra mondiale 1940-1943
Alla vigilia della seconda guerra mondiale in Italia e nelle Colonie vi erano 132 legioni. Ogni legione territoriale era strutturata su due battaglioni, uno attivo, formato dai militi dai ventuno ai trentasei anni, destinato in caso di mobilitazione all’impiego in linea, e un secondo formato dai militi più anziani, dai quaranta ai cinquantacinque anni, destinato a compiti di difesa territoriale; a essi si affiancavano il battaglione complementi e i reparti ausiliari. Quando mobilitato, il I° battaglione assumeva il numerale romano della legione d’appartenenza: ad esempio, la 63ª Legione "Tagliamento" venne mobilitata con il I° battaglione dell’omonima legione di Udine, che prese la denominazione di LXIII° e dal I° battaglione della 79ª Legione Cispadana di Reggio Emilia, che assunse il numero romano LXXIX°.
All'entrata in guerra dell'Italia, il 10 giugno 1940, vennero mobilitati circa 220 battaglioni (seguiti poi da altri 81 battaglioni costieri, 51 territoriali e 29 compagnie costiere) della MVSN, nelle varie specialità, e impiegati su tutti i fronti inquadrati in quattro divisioni: la 1ª Divisione CC.NN. "23 marzo", la 2ª Divisione CC.NN. "28 ottobre", la 3ª Divisione CC.NN. "21 aprile" e la 4ª Divisione CC.NN. "3 gennaio". Tutte le 4 grandi unità al momento della dichiarazione di guerra erano stanziate in Africa settentrionale. La 1ª la 2ª e la 4ª presero parte alla prima fase della guerra in Libia mentre la 3ª venne smembrata e i suoi reparti servirono per completare le altre 3 grandi unità.
Di tale novero, circa 85.000 uomini erano in forza alla Milizia artiglieria contro aerei, inquadrati in 22 legioni. La Milizia artiglieria marittima, subordinata alla Regia Marina, si articolava invece su 10 legioni; gli organici erano di eterogenea provenienza: in genere ufficiali artiglieri in congedo e individui esenti dagli obblighi militari.
In base alla struttura organizzativa prebellica, la Milizia doveva mobilitare una legione d'assalto da aggregare a ciascuna divisione di fanteria ordinaria del Regio Esercito (quindi escluse le divisioni motorizzate, autotrasportabili e alpine). Ciascuna legione d'assalto era costituita da 2 battaglioni d'assalto (mobilitati ciascuno da una diversa legione territoriale) e da una compagnia mitraglieri. A causa del numero insufficiente di battaglioni d'assalto disponibili per carenze di organico, addestrative e di equipaggiamenti all'inizio della guerra la maggioranza delle divisioni di fanteria del Regio Esercito avevano tuttavia un solo battaglione di Camicie Nere, e alle volte neppure quello, mancanza che venne comunque colmata nel corso del conflitto.
La Milizia mobilitò inoltre quattro divisioni composte interamente da "camicie nere" (eccetto artiglierie e servizi, forniti dal Regio Esercito) per la Libia, ma una di queste venne sbandata prima dell'inizio delle operazioni per rinforzare le altre tre. Successivamente la Milizia mobilitò diversi raggruppamenti (Grecia, Russia, Difesa del Territorio Nazionale), unità circa equivalenti a una brigata di fanteria e utilizzate prevalentemente come elementi della riserva di corpo d'armata o di armata.
Nell'ottobre 1941 nacquero su spinta dell'allora capoufficio coordinamento della MVSN console generale Virgilio Nurchis anche i Battaglioni M, reparti d'élite formati dai battaglioni d'assalto e da montagna della Milizia che si erano particolarmente distinti in combattimento.
Nell'estate 1942 per la progettata invasione di Malta, (Operazione C3) fu creato un raggruppamento speciale da sbarco di camicie nere da affiancare al Reggimento San Marco, con i seguenti reparti: XLII Battaglione CC.NN. da sbarco "Vicenza", XLIII Battaglione CC.NN. da sbarco "Belluno", L Battaglione CC.NN. da sbarco "Treviso", LX Battaglione CC.NN. da sbarco "Pola". Si addestrarono in Corsica, ma l'operazione fu bloccata nel novembre 1942.

#### Grecia
Dall'ottobre 1940 alla fine della campagna di Grecia nell'aprile del 1941, la MVSN impiegò in combattimento ben 56 battaglioni.
Le perdite subite furono ingentissime se si considera che ben 27 battaglioni andarono persi e fra questi 7 vennero sciolti perché ridotti agli estremi.
Alla fine della tremenda campagna i battaglioni che maggiormente si erano distinti vennero trasformati in battaglioni M che da allora costituirono il fior fiore dei reparti combattenti della MVSN. Loro distintivo di onore erano le "M" rosse nella grafia di Mussolini traversate da fascetti dorati, indossate sulle mostrine nere. Nel loro inno essi si definiscono "battaglioni della morte creati per la vita".
I primi battaglioni a trasformarsi in "M" furono i battaglioni del raggruppamento del generale Galbiati e i 2 della 15ª Legione CC.NN. d'Assalto "Leonessa" che inquadrava militi provenienti dalle zone del bresciano. Successivamente il settore balcanico assorbirà lo sforzo di circa 144 battaglioni in compiti di guarnigione tra il 1941 e il 1943.
All'armistizio dell'8 settembre 1943 erano presenti in Grecia la 23ª "Bersaglieri del Mincio", 28ª 45ª "Alto Adige", la 112ª "Dell'Urbe", la 136ª "Tre Monti" e la 166ª "Peloro" più il 18° Btg M. Nelle isole dell'Egeo vi erano inoltre a Rodi la 201ª "Conte Verde" e a Creta la 201ª "Capuana" affiancata dal 141° Btg autonomo "Creta".

#### Nord Africa
In Nordafrica, le tre divisioni di camicie nere presenti subivano nel dicembre 1940 l'offensiva delle forze inglesi, che giungevano a occupare la Cirenaica. Nell'ambito dell'operazione sopra citata tutte e tre furono distrutte in combattimento e non più ricostituite.
Il X Battaglione d'Assalto "M" venne trasferito in Tunisia nel febbraio 1943 e assegnato sulla linea difensiva del Mareth fino alla resa delle forze dell'Asse in Africa avvenuta nel maggio dello stesso anno.

#### Africa Orientale Italiana
In Africa orientale le forze della MVSN (circa trenta battaglioni), inquadrate nelle Forze armate dell'Africa Orientale Italiana, presero parte a tutte le fasi della campagna, dall'invasione italiana della Somalia britannica, alla battaglia di Cheren alla (battaglia di Gondar nel novembre del 1941). Alla data del 10 giugno 1940 giorno della dichiarazione di guerra a Francia e Gran Bretagna, alla difesa dell Africa Orientale Italiana erano preposti complessivamente 255.950 uomini, di cui 26.643 appartenevano alla MVSN.

#### Fronte orientale

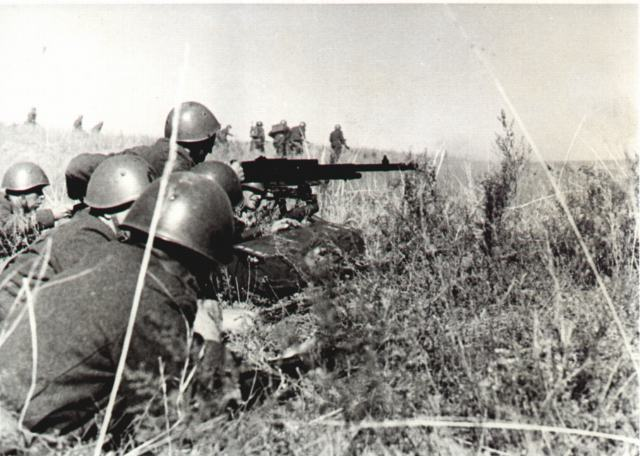
Camicie nere in Russia nel 1941

Undici battaglioni della Milizia parteciparono ai combattimenti sul fronte russo all'interno del Corpo di spedizione italiano in Russia prima e dell'ARMIR dopo. Le offensive sovietiche condotte sul fronte orientale nel corso del 1942 vedevano la distruzione di gran parte di questo contingente (rimanevano sul campo circa il 90% dei comandanti di battaglione, il 70% degli ufficiali e il 55% dei militi).

#### Difesa del territorio nazionale
Nell'estate stesso anno, alcuni battaglioni d'assalto e costieri della MVSN partecipavano alla difesa delle coste siciliane dallo sbarco alleato.
Nel maggio del 1943 nasceva la 1ª Divisione corazzata CC.NN. "M", composta da circa 5.700 uomini e costituita su una ossatura di veterani del fronte greco e russo integrati da giovani volontari. In base a un accordo diretto tra il Comando generale della Milizia e le Schutzstaffeln, i tedeschi fornirono il materiale pesante, ossia 36 mezzi corazzati (carri armati Panzer IV Ausf. G e Panzer III Ausf. N e cannoni d'assalto Sturmgeschütz III) e 18 cannoni Flak 36 da 88 mm. Dopo la caduta del fascismo (25 luglio 1943) la divisione passò sotto il controllo del Regio Esercito, venne epurata dai suoi elementi più marcatamente fascisti e fu ribattezzata 136ª Divisione corazzata "Centauro II". Dopo l'armistizio dell'8 settembre 1943 venne disarmata dai tedeschi che si riappropriarono dei suoi equipaggiamenti pesanti.

### La caduta del fascismo

Militi dei battaglioni M della M.V.S.N.

Alla caduta del regime fascista, il 25 luglio 1943, nonostante qualche reazione isolata da parte di singoli plotoni, la maggioranza dei reparti della MVSN rimaneva in attesa di ordini da parte del Comando generale. Lo stesso battaglione M di Como, in marcia su Roma, veniva fermato poco lontano dalla capitale in seguito a un ordine impartito dal capo di stato maggiore della Milizia, generale Galbiati. 
La Divisione M riceveva l'ordine tra il 25 e il 26 luglio 1943 di continuare l'attività di addestramento. Tale reparto si era peraltro messo in contatto con il comando della 3. Divisione Panzergrenadier, onde coordinare un'eventuale reazione armata, ma la cosa era rimasta lettera morta. Di lì a poco il generale Galbiati usciva di scena, lasciando l'incarico di capo di stato maggiore al generale del Regio Esercito Conticelli.
Il maresciallo d'Italia Pietro Badoglio dava quindi l'ordine alla Milizia di rimuovere i fasci dal bavero della giubba e di sostituirli con le stellette.
Nominò quale comandante generale il generale Quirino Armellini, che prendeva così il posto di Benito Mussolini. La stessa sorte subivano tutti i comandanti delle Milizie speciali, rimpiazzati con alti ufficiali del Regio Esercito o dell'Arma dei Carabinieri. Le legioni d'assalto di camicie nere aggregate alle divisioni del Regio Esercito furono brevemente rinominate come unità "legionarie" e successivamente incominciarono a essere assorbite come terzo Reggimento di fanteria divisionale (trasformazione ancora in corso nella maggioranza delle divisioni al momento dell'armistizio).

### Lo scioglimento
Con l'armistizio dell'8 settembre 1943, la Milizia si dissolse nello sbandamento generale delle Forze armate italiane. I reparti schierati nel nord della penisola, in Francia e nei Balcani aderirono in gran parte alla Repubblica Sociale Italiana. I reparti della MVSN passati alla RSI, comandati dal 15 settembre da Renato Ricci, furono quindi assorbiti l'8 dicembre 1943 dalla Guardia Nazionale Repubblicana.
Nel Regno del Sud il 6 dicembre 1943 il re, su proposta del Capo del governo Badoglio, decretava lo scioglimento definitivo della Milizia a partire dal 9 dicembre, disponendo il passaggio del personale in servizio nei ruoli della forza armata in cui prestava servizio al momento, con il grado ricoperto nella forza armata di provenienza.
Alla data del suo scioglimento la MVSN annoverava 14 142 caduti. Tra le onorificenze e decorazioni si annoveravano 57 conferimenti alla bandiera, tra cui 20 Ordini militari di Savoia. Tra le ricompense individuali:
 20 Ordini militari di Savoia
 90 Medaglie d'oro al Valor militare
 1 232 Medaglie d'argento al Valor Militare
 2 421 Medaglie di bronzo al Valor Militare
 2 658 Croci di Guerra al Valor militare

## Le grandi unità
L'organigramma della MVSN non prevedeva unità operative permanenti di livello superiore al gruppo di legioni (equivalente alla brigata). Solo in caso di mobilitazione potevano venire formate delle grandi unità che potevano sostituirsi ai gruppi di legioni in territorio bellico, che venivano poi sciolte alla fine della campagna. Capitava per alcune divisioni, come ad esempio la 1ª Divisione CC.NN. "23 marzo", la 2ª Divisione CC.NN. "28 ottobre", la 3ª Divisione CC.NN. "21 aprile" e la 4ª Divisione CC.NN. "3 gennaio", che una denominazione rimanesse medesima in due conflitti diversi, ma che variasse nell'ordine di battaglia.
Guerra di Etiopia (1935-1936)
- 1ª Divisione CC.NN. "23 marzo"
- 2ª Divisione CC.NN. "28 ottobre"
- 3ª Divisione CC.NN. "21 aprile"
- 4ª Divisione CC.NN. "3 gennaio"
- 5ª Divisione CC.NN. "1 febbraio"
- 6ª Divisione CC.NN. "Tevere"
- 7ª Divisione CC.NN. "Cirene"

Guerra di Spagna (1936-1939)
- 1ª Divisione CC.NN. "Dio lo Vuole"
- 2ª Divisione CC.NN. "Fiamme Nere"
- 3ª Divisione CC.NN. "Penne Nere"
- Brigata "XXIII Marzo"[25]
- Brigata "Flechas Azules"[26]
- Brigata "Flechas Negras"[26]
- Brigata "Flechas Verdes"[26]

Seconda Guerra Mondiale (1940-1943)
- Campagna di Libia
  -  1ª Divisione CC.NN. "23 marzo"
  -  2ª Divisione CC.NN. "28 ottobre"
  -  3ª Divisione CC.NN. "21 aprile"
  -  4ª Divisione CC.NN. "3 gennaio"
- Campagna di Grecia e occupazione dei Balcani
  - Raggruppamento Battaglioni CC.NN. "Galbiati"
  - Raggruppamento Battaglioni CC.NN. "Diamanti"
  - Raggruppamento Battaglioni CC.NN. "Biscaccianti"
- Progettata invasione di Malta
  - Raggruppamento CC.NN. da Sbarco
- Campagna di Russia
  - Raggruppamento Battaglioni CC.NN. "3 gennaio"
  - Raggruppamento Battaglioni CC.NN. "23 marzo"
- Difesa del territorio metropolitano
  -  1ª Divisione corazzata CC.NN. "M"
  - Raggruppamento CC.NN. "21 aprile"
  - 30º Raggruppamento CC.NN.

## Caporali d'Onore
- Arangio Ruiz Vittorio - caporale d'onore dal 23-10-1923
- Bianchi Michele - caporale d'onore dal 17-2-1923
- Corradini Enrico - caporale d'onore dal 18-4-1923
- Cremonesi Filippo - caporale d'onore dal 17-2-1923
- Delcroix Carlo - caporale d'onore
- Fassini Camossi Alberto - caporale d'onore dal 1924
- Federzoni Luigi - caporale d'onore dal 18-3-1923
- Hitler Adolf - caporale d'onore dal 1938
- Lupi Dario - caporale d'onore dal 18-4-1923
- Maraviglia Maurizio - caporale d'onore dal 1924
- Marinelli Giovanni - caporale d'onore dal 3-2-1923
- Mussolini Benito - I° caporale d'onore dal 17-2-1923
- Oviglio Aldo - caporale d'onore dal 3-3-1923
- Paolucci Raffaele - caporale d'onore dal 18-3-1923
- Rossoni Edmondo - caporale d'onore dal 6-5-1923
- Turrini Patrizio - caporale d'onore

## Comandanti generali della Milizia
- Emilio De Bono (1º febbraio 1923-31 ottobre 1924) 1º comandante
  - Italo Balbo (1º febbraio 1923- fino al 21 novembre 1924)
  - Cesare Maria De Vecchi (1º febbraio 1923 - fino al 10 luglio 1925)
- Asclepia Gandolfo (1º dicembre 1924 - 31 agosto 1925)
- Maurizio Ferrante Gonzaga (12 settembre 1925 - 9 ottobre 1926)
- Benito Mussolini (12 ottobre 1926 - 25 luglio 1943)
- Quirino Armellini (26 luglio 1943- 8 settembre 1943)
- Renato Ricci (dal 20 settembre 1943 - fino alla costituzione della GNR l'8 dicembre 1943)

## Capi di stato maggiore della Milizia
- Francesco Sacco (1º febbraio 1923 - 1º dicembre 1924)
- Enrico Bazan (1º dicembre 1924 - 23 dicembre 1928)
- Attilio Teruzzi (1929 - 1935)
- Luigi Russo (3 ottobre 1935 - 3 novembre 1939)
- Achille Starace (3 novembre 1939- 16 maggio 1941)
- Enzo Emilio Galbiati (25 maggio 1941 - 26 luglio 1943)
- Renzo Montagna ad interim (17 settembre 1943 - 20 settembre 1943)

## Generali della Milizia

### Luogotenenti generali
- Agostini Augusto - luogotenente generale dal 1926 - comandante la Milizia forestale dal 31-1-1928
- Allegretti Lorenzo - luogotenente generale dal 16-11-1923
- Antonelli Francesco - console generale - luogotenente generale dal 16-10-1940
- Argentino Francesco - luogotenente generale dal 11-11-1937
- Bevilacqua Cesare Federico - console generale - luogotenente generale dal 23-12-1939 - vicepresidente Tribunale Speciale
- Biscaccianti Alessandro - luogotenente generale dal 23-12-1939 - comandante VIII Zona CC.NN.
- Borghi Mario - luogotenente generale dal 23-12-1939 - comandante VI Zona CC.NN.
- Brandimarte Piero - console generale dal 1934 - luogotenente generale dal 23-12-1939
- Bresciani Italo - luogotenente generale
- Chiappe Umberto - luogotenente generale dal 11-11-1937 - comandante IX Zona CC.NN.
- Chierici Renzo - console generale dal 1-12-1924 - luogotenente generale comandante la Milizia Forestale dal 5-12-1941
- Cristini Guido - luogotenente generale - presidente del Tribunale speciale per la sicurezza dello Stato 1928-1932
- Cultrera Carmelo - luogotenente generale 23-12-2939
- D'Alba Auro - console generale - luogotenente generale dal 11-11-1937
- De Plato Carlo - luogotenente generale
- Diamanti Filippo - luogotenente generale dal 9-5-1937
- Doro Giovanni - luogotenente generale dal 11-11-1937
- Elti di Rodeano Giandaniele -luogotenente generale dal 23-12-1939
- Farinacci Roberto - luogotenente generale
- Fineschi Lorenzo - console generale dal 26-2-1923 - al comando generale M.V.S.N. segretario particolare di S.E. 1926 - luogotenente generale
- Francisci Enrico - luogotenente generale dal 26-4-1938
- Gauttieri Filippo Maria - luogotenente generale dal 3-1-1936 - Sottocapo di Stato Maggiore M.V.S.N.
- Giannantoni Ottorino - luogotenente generale dal 23-12-1939
- Guidotti Guido - console generale dal 1929 - luogotenente generale - ispettore generale Milizia per la difesa antiaerea territoriale 1935
- La Corte Antonino - luogotenente generale dal 23-22-1939
- Le Mêtre Gaetano - console generale - luogotenente generale dal 23-12-1939 - Vice Presidente Tribunale Speciale
- Malavasi Carlo - luogotenente generale dal 16-10-1940
- Marino Marino - luogotenente generale dal 16-7-1941 - comandante VII Zona CC.NN.
- Martinesi Gino - luogotenente generale dal 1939
- Martinesi Luigi - luogotenente generale dal 23-12-1939 - comandante XII Zona CC.NN.
- Masciocchi Silvio - luogotenente generale dal 1-6-1940 - comandante X Zona CC.NN.
- Mastromattei Giuseppe - luogotenente generale dal 1934
- Mischi Archimede - console generale dal 1934 - luogotenente generale dal 21-6-1937 - comandante Milizia confinaria
- Mozzoni Adolfo - luogotenente generale - ispettore generale reparti universitari
- Muti Ettore - luogotenente generale
- Nobili Giorgio - luogotenente generale - ispettore generale difesa antiaerea 1933
- Passerone Giovanni - luogotenente generale dal 1-1-1938
- Preti Edgardo - luogotenente generale dal 11-11-1937
- Raffaldi Vittorio - luogotenente generale - comandante Gruppo Legioni Ferroviaria
- Scandolara Guido - luogotenente generale
- Tarabini Alessandro - luogotenente generale dal 1-6-1934
- Tiby Francesco - luogotenente generale - ispettore generale premilitari
- Traditi Alessandro - console generale 1923 - luogotenente generale - sottocapo S.M. 1925
- Tringali Casanuova Antonino - luogotenente generale dal 24-12-1932 - presidente del Tribunale speciale per la difesa dello Stato 1932-1943
- Turati Augusto - luogotenente generale
- Vaccaro Giorgio - luogotenente generale dal 16-12-1937
- Vernè Vittorio - luogotenente generale dal 1924

### Consoli generali
- Angiolini Alberto - console generale - ispettore generale armi
- Arrivabene Valenti Gonzaga Giberto - console generale dal 1-2-1924
- Assanti Roberto - console generale
- Bastianon Augusto - console generale dal 16-10-1940
- Battaglia Rinaldo - console generale
- Boriani Giuseppe - ispettore generale comandante la Milizia Forestale dal 30-6-1926
- Bottari Tommaso - console generale dal 11-11-1937
- Bracci Angelo Cesare - console generale dal 1-2-1942
- Caligaris Andrea - console generale
- Carafa d'Andria Andrea - console generale dal 17-5-1924
- Catanzaro Fortunato - console generale dal 1-1-1926
- Cecchi Amerigo - console generale dal 15-7-1924
- Ciotti Ovidio - console generale
- Conticelli Giuseppe - console generale
- Cottafavi Francesco - console generale
- (di) Crollalanza Araldo - console generale dal 1923
- Dall'Orto Giovanni - console generale
- De Biase Enrico - console generale dal 16-10-1940
- Giambrosier Riccardo - console generale dal 16-10-1940
- Ferraudi Ludovico - console generale dal 23-12-1938
- Gangemi Giovanni - console generale dal 11-11-1937
- Giaccone Ernesto - console generale dal 16-8-1925
- Giannantonio Ettore - console generale dal 1-2-1923
- Giorgio Antonio - console generale dal 1-6-1940
- Giua Armando - console generale dal 1-2-1942
- Gravelli Asvero - console generale dal 1930
- Griffini Mario - console generale dal 11-11-1937
- Grillo Pietro - console generale dal 1-9-1938
- La Rocca Vittorio - console generale
- Liuzzi Alberto - console generale dal 1936
- Luna Nunzio - console generale dal 11-11-1937
- Lusana Alessandro - console generale dal 1-7-1941
- Mannelli Piero - 1-5-1939 - Ispettore Generale dei Rep. Univ.
- Marchese Aldo - console generale dal 1-7-1941
- Martini Giovanni - console generale dal 1-3-1940
- Mazzetti Mario - console generale dal 11-11-1937
- Micheroux de Dillon G. Battista - console generale dal 1-3-1923
- Miozzi Rodolfo - console generale
- Mondelli Domenico - Console Generale
- Moscato Antonino - console generale dal 1-6-1940
- Muratori Ludovico - console generale
- Negrini Ferdinando - console generale dal 1-2-1923
- Nicchiarelli Niccolò - console generale dal 1-2-1942
- Nurchis Virgilio - console generale dal 16-10-1940 - comandante 21° Gruppo Legioni CC.NN.
- Oddone Filippo - console generale dal 1-7-1923
- Pallotta Michele - console generale dal 11-11-1937
- Parodi Emanuele - console generale dal 7-10-1942
- Peano Ottavio - console generale dal 1-7-1939
- Perrone Compagni Dino console generale dal 1924
- Pertoldi Felice - console generale dal 1-7-1939
- Piccinelli Marino - console generale dal 6-9-1941
- Pognisi Attilio - console generale dal 1-3-1926
- Poli Giovanni - console generale dal 6-9-1941
- Priolo Franco - console generale dal 28-7-1923
- Probati Eugenio - console generale dal 16-8-1925
- Quasimodo Santi - console generale dal 1934
- Ragioni Rodolfo - console generale
- Rastrelli Carlo - console generale dal 1-7-1941 - Comandante 22° Gruppo Legioni CC.NN.
- Romegialli Italo - console generale dal 1-7-1941
- Rossi Umberto - console generale dal 28-10-1939
- Russo Armando - console generale dal 1-2-1923
- Sagheddu Dante - console generale
- Salice Francesco - console generale dal 1-6-1923
- Sillingardi Eugenio - console generale dal 1-2-1923
- Sirchia Achille - console generale dal 15-12-1923
- Tentori Annibale - console generale dal 15-2-1923
- Villoresi Lorenzo - console generale dal 1-2-1923
- Visconti - console generale - comandante Gruppo Legioni Portuarie
- Vitaliti Francesco - console generale dal 1-6-1940
- Volante Giuseppe - console generale dal 1-2-1942
- Zanetti Francesco - console generale dal 1-3-1940
- Zauli Dino - console generale dal 9-5-1939 - comandante Gruppo Legioni CC.NN. della Libia

## Bandiere

Bandiera della MVSN
Bandiera di rappresentanza per il Comandante Generale della MVSN
Bandiera di rappresentanza per il Luogotenente Generale Capo di Stato Maggiore della MVSN
Bandiera di rappresentanza dei Luogotenenti Generali della MVSN
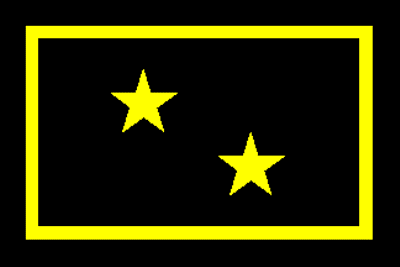
Bandiera di rappresentanza per il Luogotenente Generale Vice Capo di Stato Maggiore della MVSN
Bandiera di rappresentanza dei Consoli Generali della MVSN

## Uniforme, equipaggiamento e distintivi
I militari erano responsabili della custodia dell'uniforme, molto simile alle divise del regio esercito ma con versioni per cerimonie, per combattimenti o per stare semplicemente in caserma. Le divise erano dotate di cinture con teschio, camicie nere, elmetti con teschi con pugnali in bocca, lo scudetto della bandiera italiana sopra le spalle, una fondina con pugnale, fondina per pistole, scarponi del regio esercito, colletto con logo del corpo. Gli elementi distintivi erano il fez nero, la camicia nera con cravatta nera, le fiamme nere a due punte sul bavero in luogo delle mostrine e i fasci littori al posto delle stellette. L'armamento in dotazione, custodito presso le armerie delle caserme della MVSN, era distribuito ai miliziani al momento della chiamata e riconsegnato al termine della stessa.

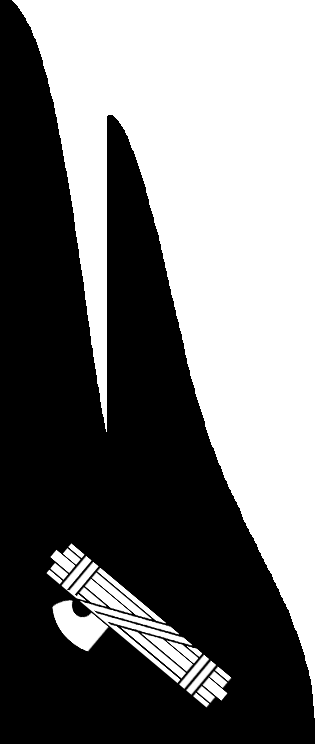
Mostrina dei Battaglioni CC.NN. della MVSN
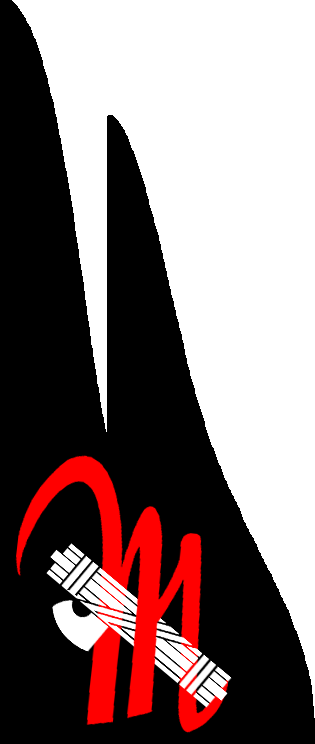
Mostrina dei Battaglioni M della MVSN
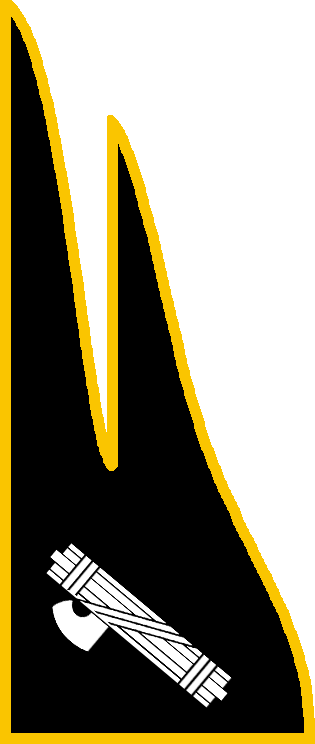
Mostrina dei Reparti di Artiglieria della MVSN
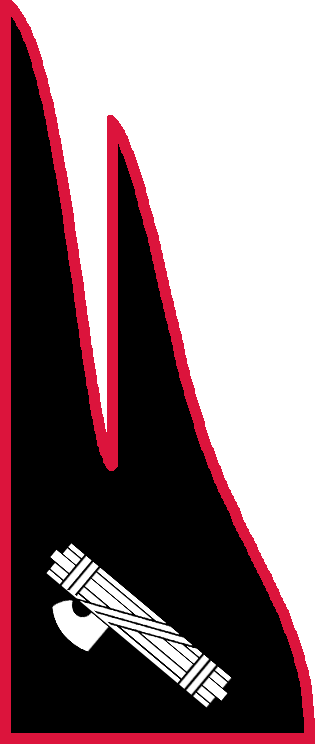
Mostrina dei Reparti del Genio della MVSN
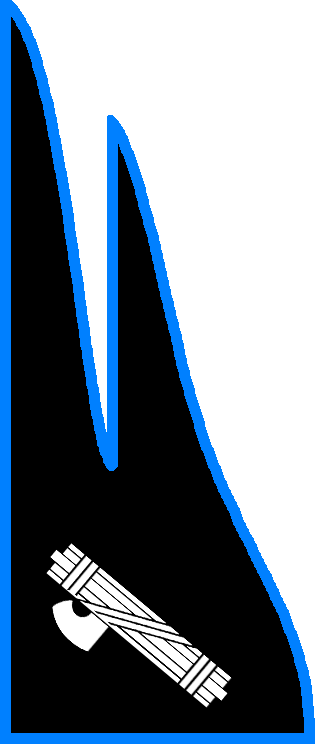
Mostrina del Servizio Automobilistico della MVSN
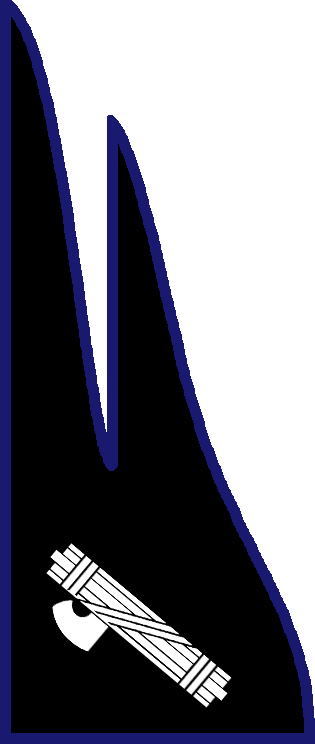
Mostrina del Servizio di Amministrazione della MVSN
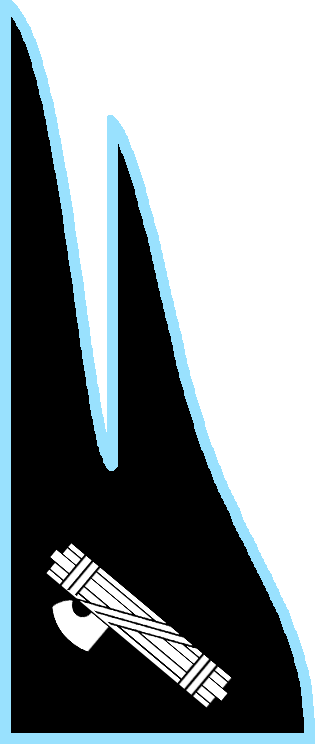
Mostrina del Servizio di Sussistenza della MVSN

Mostrina del Corpo medico della MVSN (1º tipo)
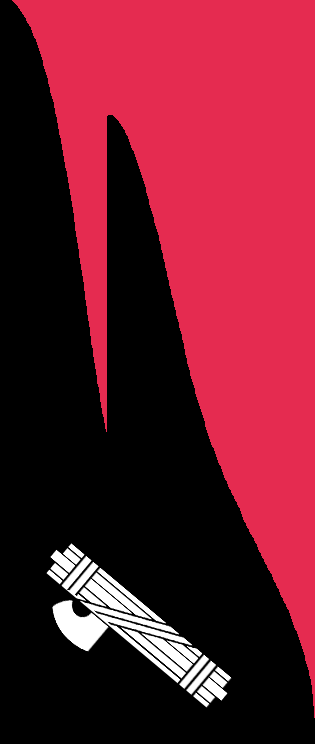
Mostrina del Corpo Medico della MVSN (2º tipo)

L'equipaggiamento era composto da granate artigianali o mk2, pistole in servizio col Regio Esercito o Luger P08 tedesche, mitra MP40, mortai da 45 mm e 81 mm, pugnali, divisa da combattimento, elmetto mod.33 e portacaricatori. I battaglioni M erano dotati di mitragliatrici Breda e Fiat da 8 mm, MG42 tedesche, vari cannoni italiani, carri leggeri L3, cannoni tedeschi Flak da 88 mm, carri tedeschi Panzer IIIN e IVG, cannoni d'assalto tedeschi StuG IIIG. I normali reparti d'artiglieria erano dotati unicamente di cannoni di piccolo calibro, molti già obsoleti nel 1918, e pochi pezzi d'artiglieria tedeschi.

7ª Divisione CC.NN. "Cirene" (Guerra di Etiopia (1935-1936))
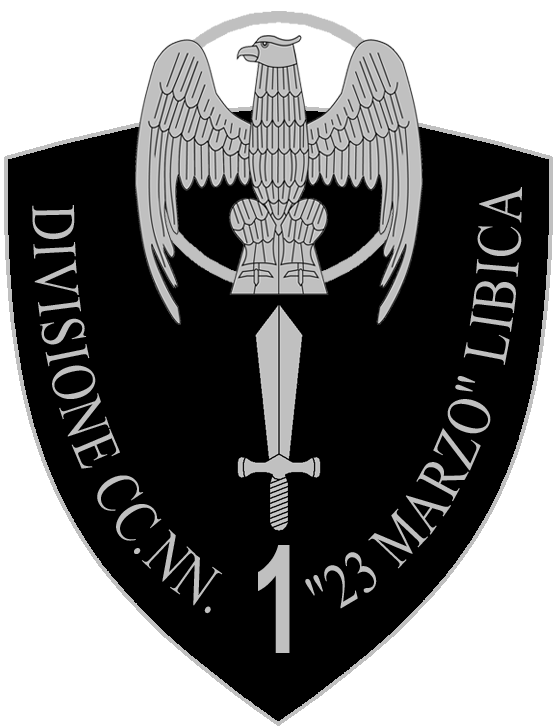
1ª Divisione CC.NN. "23 marzo" (Seconda Guerra Mondiale (1940-1943))
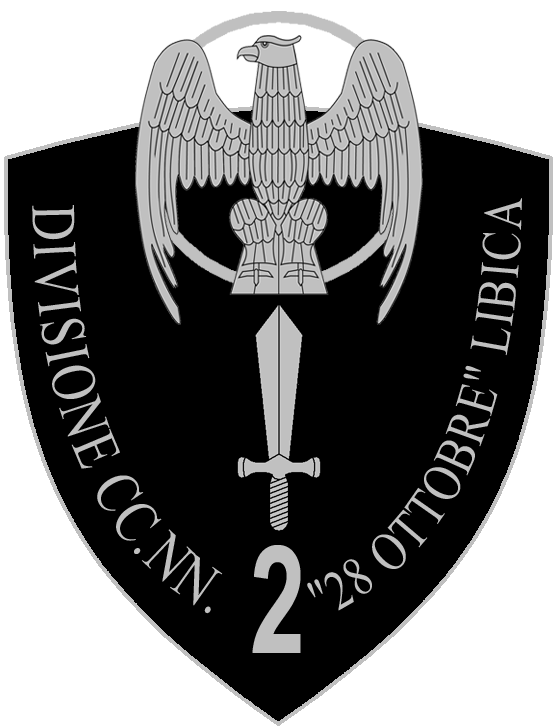
2ª Divisione CC.NN. "28 ottobre" (Seconda Guerra Mondiale (1940-1943))
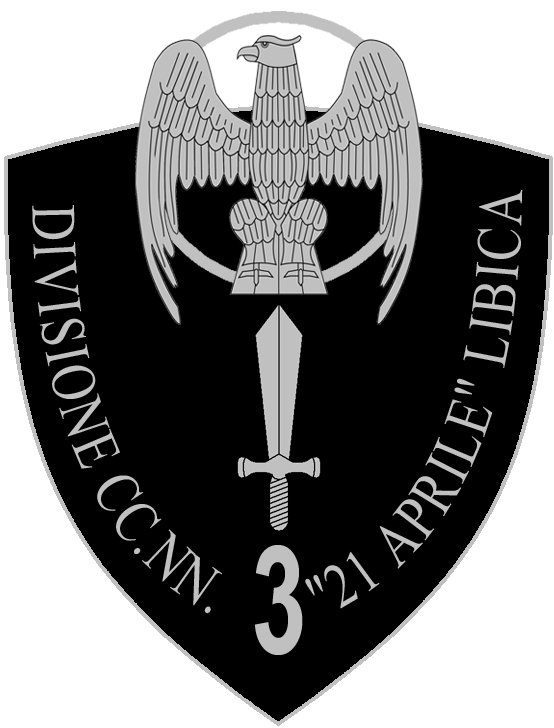
3ª Divisione CC.NN. "21 aprile" (Seconda Guerra Mondiale (1940-1943))
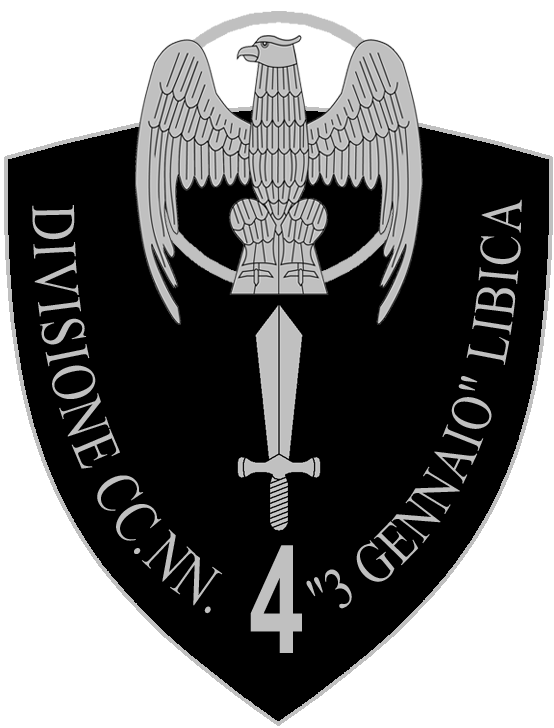
4ª Divisione CC.NN. "3 gennaio" (Seconda Guerra Mondiale (1940-1943))
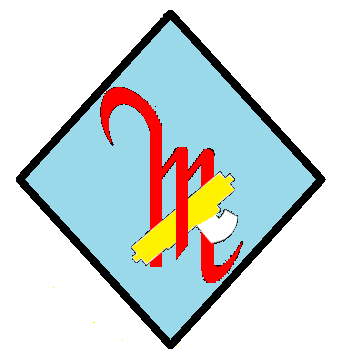
1ª Divisione corazzata CC.NN. "M" (Seconda Guerra Mondiale (1940-1943))

## Corrispondenza tra i gradi
| Regio Esercito                    | MVSN Allegato A - Art. nº 8 R.D. nº 832 dell'8 marzo 1923 G.U.R.d'I. nº 98 del 26 aprile 1923 | MVSN R.D.L. nº 967 del 15 marzo 1923 G.U.R.d'I. nº 112 del 14 maggio 1923 | MVSN Art. nº 5 Circolare nº 150 del 16 agosto 1936 | Distintivo Art. nº 5 Circolare nº 150 del 16 agosto 1936 |                    |
| Ufficiali Generali                | Ufficiali Generali                                                                            | Ufficiali Generali                                                        | Ufficiali Generali                                 | Ufficiali Generali                                       | Ufficiali Generali |
| --------------------------------- | --------------------------------------------------------------------------------------------- | ------------------------------------------------------------------------- | -------------------------------------------------- | -------------------------------------------------------- | ------------------ |
| Maresciallo d'Italia              | Primo caporale d'onore                                                                        |                                                                           |                                                    |                                                          |                    |
| Maresciallo d'Italia              | Caporale d'onore                                                                              |                                                                           |                                                    |                                                          |                    |
| generale d'armata                 |                                                                                               | primo comandante generale                                                 | comandante generale                                |                                                          |                    |
| generale di corpo d'armata        | comandante generale                                                                           | comandante generale                                                       | Luogotenente generale capo di stato maggiore       |                                                          |                    |
| generale di divisione             | ispettore generale di zona                                                                    | luogotenente generale                                                     | luogotenente generale                              |                                                          |                    |
| generale di brigata               | console generale                                                                              | console generale                                                          | console generale                                   |                                                          |                    |
| Ufficiali Superiori               |                                                                                               |                                                                           |                                                    |                                                          |                    |
| colonnello                        | console                                                                                       | console                                                                   | console                                            |                                                          |                    |
| tenente colonnello                |                                                                                               |                                                                           | primo seniore                                      |                                                          |                    |
| maggiore                          | seniore                                                                                       | seniore                                                                   | seniore                                            |                                                          |                    |
| Ufficiali Inferiori               |                                                                                               |                                                                           |                                                    |                                                          |                    |
| capitano                          | centurione                                                                                    | centurione                                                                | centurione                                         |                                                          |                    |
| Ufficiali Inferiori - Subalterni  |                                                                                               |                                                                           |                                                    |                                                          |                    |
| tenente                           | capomanipolo                                                                                  | capomanipolo                                                              | capomanipolo                                       |                                                          |                    |
| sottotenente                      |                                                                                               |                                                                           | sottocapomanipolo                                  |                                                          |                    |
| Sottufficiali - Ruolo Marescialli |                                                                                               |                                                                           |                                                    |                                                          |                    |
| maresciallo maggiore              |                                                                                               |                                                                           | primo aiutante                                     |                                                          |                    |
| maresciallo capo                  |                                                                                               |                                                                           | aiutante capo                                      |                                                          |                    |
| maresciallo ordinario             |                                                                                               |                                                                           | aiutante                                           |                                                          |                    |
| Sottufficiali - Ruolo Sergenti    |                                                                                               |                                                                           |                                                    |                                                          |                    |
| sergente maggiore                 |                                                                                               | caposquadra                                                               | primo caposquadra                                  |                                                          |                    |
| sergente                          | caposquadra                                                                                   |                                                                           | caposquadra                                        |                                                          |                    |
| sergente                          |                                                                                               | vicecaposquadra                                                           |                                                    |                                                          |                    |
| Graduati                          |                                                                                               |                                                                           |                                                    |                                                          |                    |
| caporal maggiore                  |                                                                                               |                                                                           | vicecaposquadra                                    |                                                          |                    |
| caporale                          |                                                                                               |                                                                           | camicia nera scelta                                |                                                          |                    |
| Truppa                            |                                                                                               |                                                                           |                                                    |                                                          |                    |
| appuntato                         |                                                                                               |                                                                           | camicia nera                                       |                                                          |                    |
| soldato                           | camicia nera                                                                                  | camicia nera                                                              |                                                    |                                                          |                    |
| ONB - Opera Nazionale Balilla     |                                                                                               |                                                                           |                                                    |                                                          |                    |
| Allievo ufficiale                 | primo cadetto (Aspirante Ufficiale)                                                           | primo cadetto (Aspirante Ufficiale)                                       | primo cadetto (Aspirante Ufficiale)                |                                                          |                    |
| Allievo ufficiale                 | cadetto (Aspirante Ufficiale)                                                                 | cadetto (Aspirante Ufficiale)                                             | cadetto (Aspirante Ufficiale)                      |                                                          |                    |
| Allievo maresciallo               | primo capo centuria                                                                           | primo capo centuria                                                       | primo capo centuria                                |                                                          |                    |
| Allievo maresciallo               | capo centuria                                                                                 | capo centuria                                                             | capo centuria                                      |                                                          |                    |
| ?                                 | caposquadra avanguardista                                                                     | caposquadra avanguardista                                                 | caposquadra avanguardista                          |                                                          |                    |
| ?                                 | avanguardista scelto                                                                          | avanguardista scelto                                                      | avanguardista scelto                               |                                                          |                    |
| ?                                 | avanguardista                                                                                 | avanguardista                                                             | avanguardista                                      |                                                          |                    |
| ?                                 | caposquadra balilla                                                                           | caposquadra balilla                                                       | caposquadra balilla                                |                                                          |                    |
| ?                                 | balilla scelto                                                                                | balilla scelto                                                            | balilla scelto                                     |                                                          |                    |
| ?                                 | balilla                                                                                       | balilla                                                                   | balilla                                            |                                                          |                    |